# داني ميلوسيفيتش
داني ميلوسيفيتش (بالإنجليزية: Danny Milosevic)‏ (26 يونيو 1978 أستراليا - ) هو لاعب كرة قدم أسترالي، شارك في الألعاب الأولمبية الصيفية 2000.

## روابط خارجية
- داني ميلوسيفيتش على موقع الاتحاد الدولي (مؤرشف)  (الإنجليزية)
- داني ميلوسيفيتش على موقع قاعدة بيانات كرة القدم.إي يو (الإنجليزية)
- داني ميلوسيفيتش على موقع أوليمبيديا (الإنجليزية)